# ユリ根

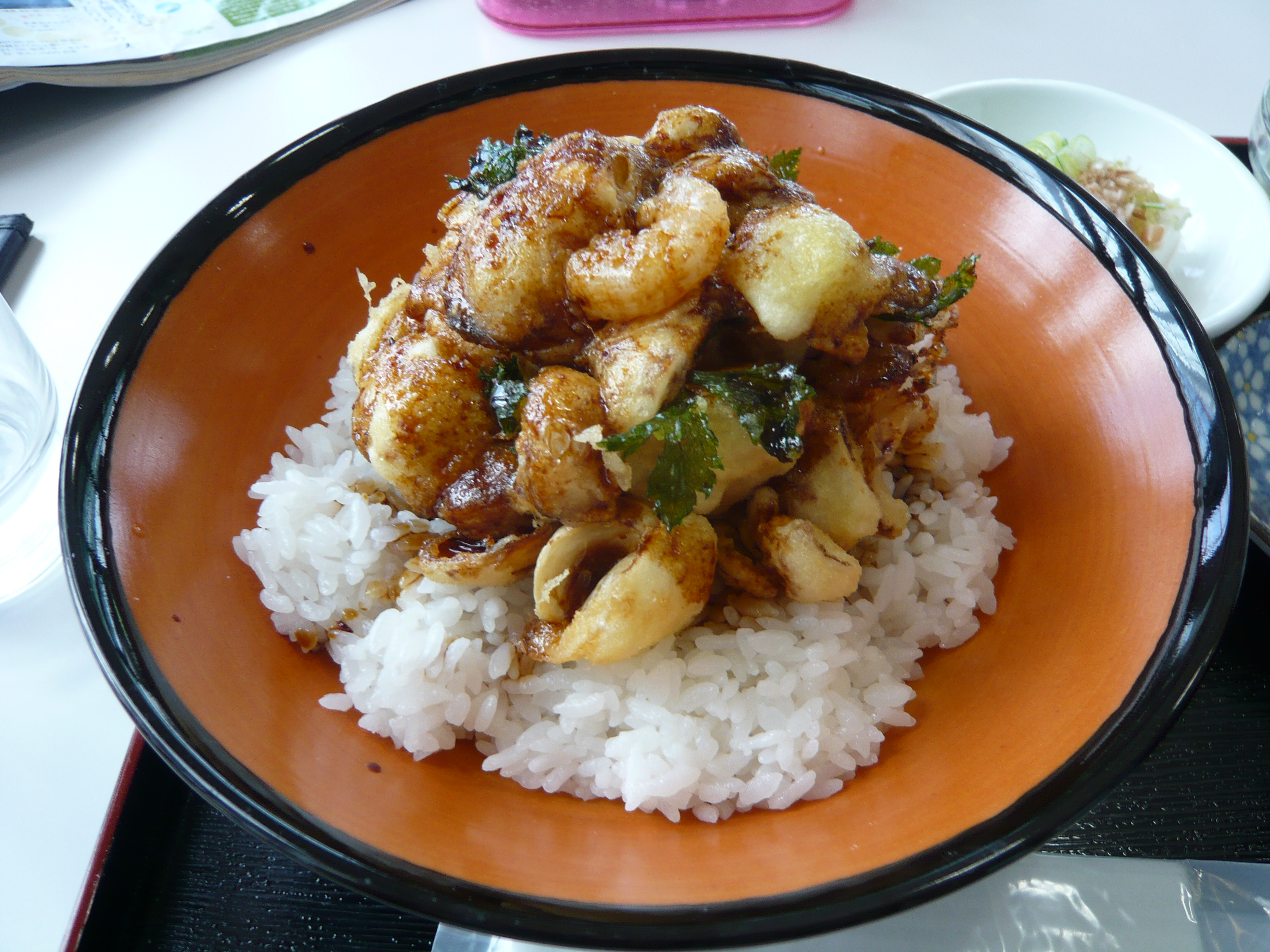
ユリ根丼（北海道の道の駅真狩フラワーセンター）

ユリ根（ユリね）は、狭義には食用とされるユリ属植物の球根である鱗茎のこと。広義にはユリの鱗茎全般を指すこともある。ユリの葉が変形した鱗茎に養分が貯蔵されているため、栄養豊富である（ヨウ素、カリウムなど）。
ユリの鱗茎は無皮鱗茎のため乾燥、高温、過湿などに弱いが、皮がないので食用とする際はそのまま食用と出来る。調理で使うときは、形を崩さないように鱗片を1枚ずつ剥がしてから使うことが多い。

## 利用
食用にするのはヤマユリやオニユリ、コオニユリなどの鱗茎で、ホクホクとした食感に、ほんのりした甘さとほろ苦さがあり、関西地方の正月料理や料亭などで使われる。食材としての旬は秋から冬（11月 - 2月）で、貯蔵したものが正月用に多く出回る。紫色がかった部分は苦味があり、色が白いものがよく、張りがあって、かたく締まったものが市場価値の高い良品とされる。かつては野生のものが流通したが、現在ではほとんどが栽培品である。日本国内生産量の99％が北海道産で、その7割程度がようてい農業協同組合（JAようてい）管内で栽培されている。
栄養価は、可食部100グラム (g) あたりの熱量が125キロカロリー (kcal) とヤマイモやサツマイモ並みで、野菜としては高エネルギーで炭水化物が約30%を占める。微量栄養素では、タンパク質、ビタミンB群、カリウム、鉄、食物繊維が多い。鱗茎に蓄えられているデンプンの一部が糖の形で存在するため、特有の甘味がある。
昔から滋養強壮効果が知られており、漢方薬としても用いられる。漢語では「玉簪花根」と称し、薬種とする。水溶性食物繊維のグルコマンナンが豊富で、便秘改善のほか、コレステロール値の上昇を抑制する効果が期待されている。

### 調理
茶碗蒸しなどに入れて食されることが多く、和え物、含め煮などの和風の煮物、かき揚げ、かぶら蒸しの具材や、裏ごししておせち料理の金団にも使われる。
形を生かして調理する場合もあるが、多くは鱗茎の根元のかたい部分を除いて、鱗片を1枚ずつ剥がして茹でる。白く茹で上げるために、少量の酢を加えて茹でる場合もある。強火で茹でると、煮崩れを起こしてしまう。
保存するときは、水に濡らすと傷みが早くなるので濡らさないようにし、おがくずの中に入れて冷暗所に置く。

## 食用とされる種
ユリの多くは灰汁（あく）が多く食用に適さないが、灰汁が少ない種を食用とする。主に利用される種はコオニユリ（小鬼百合）で、ほかにオニユリ（鬼百合）、ヤマユリ（山百合）がある。いずれも鱗茎が大型である。
- オニユリ
- コオニユリ - 今日食用に栽培されているものの多くは、本種の栽培品種（主に「白銀」[1]）である。
- ヤマユリ
- カノコユリ